# Liviaplatz
Der Liviaplatz ist ein verkehrsberuhigter Platz (Tempo 20) im Waldstraßenviertel im Leipziger Stadtbezirk Mitte.

## Name
Der Platz wurde am 24. Januar 2024 auch offiziell nach Livia Virginie (Virginia) von Frege, geborene Gerhard(t), (1818–1891) benannt, nachdem diese Bezeichnung für den adressfreien Straßenplatz schon länger umgangssprachlich genutzt wurde. Sie war eine Sängerin, die bereits mit 14 Jahren in einem Gewandhauskonzert auftrat und sofort gefiel. 1836 heiratete sie den Juristen Woldemar Frege (1811–1890), der einer der reichsten Familien Leipzigs entstammte. Nach dieser Familie sind auch der an den Liviaplatz angrenzende Fregesteg sowie die Fregestraße und die Christianstraße benannt. Die Leipziger Immobiliengesellschaft vermarktete das Areal der früheren Großen Funkenburg nach den Bebauungsvorschriften seines Besitzers, Woldemar Frege.

## Beschreibung
Am nördlichen Rand des Liviaplatzes läuft die Liviastraße direkt am Elstermühlgraben entlang. In den Platz münden die Feuerbachstraße und die Tschaikowskistraße. Gegenüber der Einmündung der Feuerbachstraße führt der Fregesteg über den Mühlgraben in das Rosental. Auf den drei Seiten des Platzes, auf denen nicht der Elstermühlgraben verläuft, stehen denkmalgeschützte Gebäude aus der Zeit zwischen 1889 und 1905. Besonders auffällig sind die beiden „Zwillingshäuser“ genannten Gebäude auf der Nordwestseite.  Die beiden 1901 errichteten spiegelverkehrten Wohnhäuser mit Sandsteinfassade, vorgesetzten Balkonen, Erkern, Turmbekrönungen, bemalten und teilweise bleiverglasten Treppenhäusern liegen direkt am Liviaplatz.

## Umgestaltung durch Modellprojekt

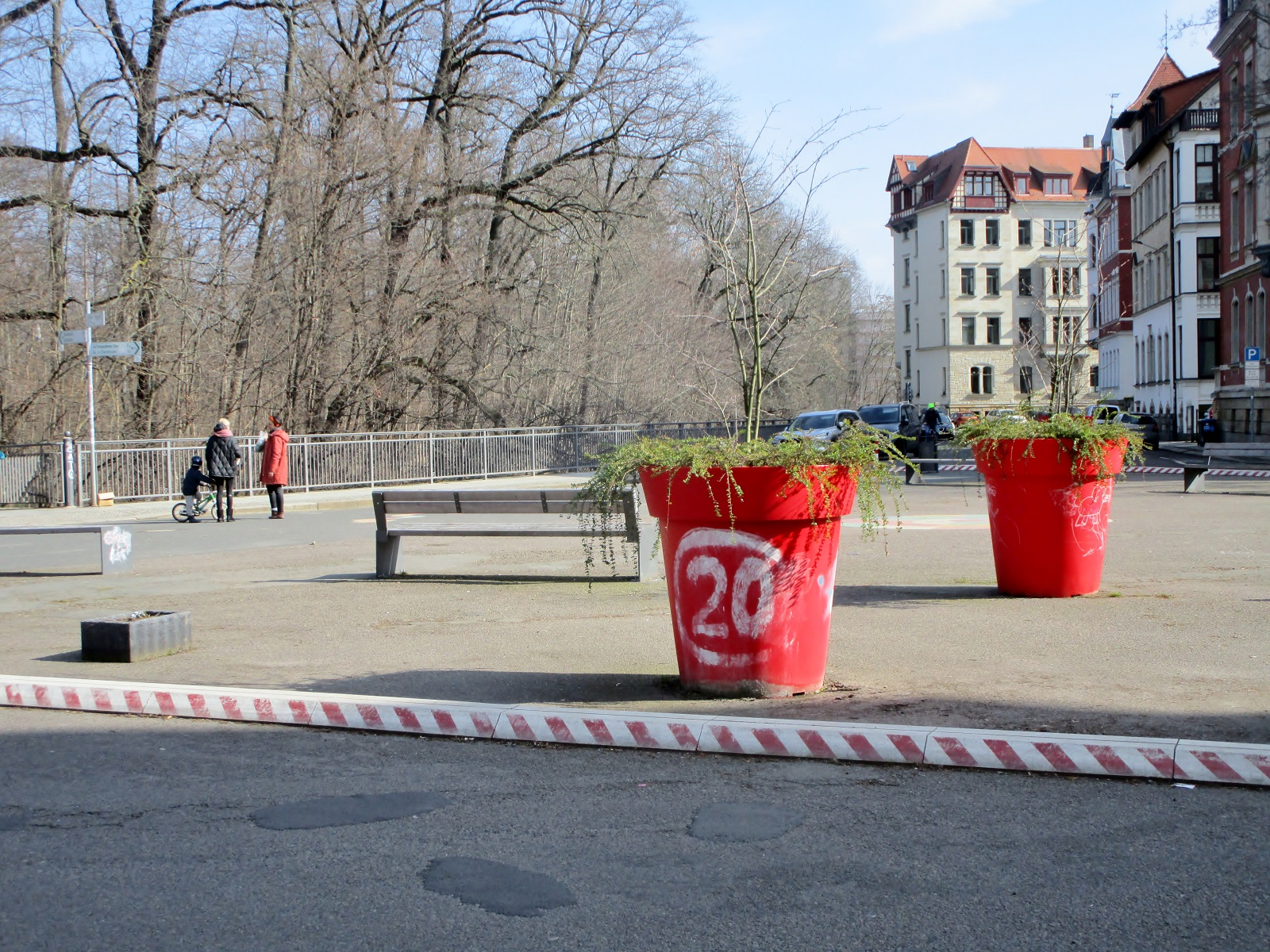
Verkehrsberuhigter Liviaplatz mit Tempo 20 (2024)

Die Fläche des Platzes war ungestaltet und wurde vor allem zum Parken genutzt. 2021 wurden in einem Beteiligungsprozess Gestaltungsvarianten für eine temporäre Umgestaltung entwickelt. Die Beteiligten stimmten für die Variante mit Spielmöglichkeiten auf dem Platz, außerdem wurde Bänke, Papierkörbe, eine Bücherbox und Pflanzkübel aufgestellt. Auf dem Platz finden außerdem regelmäßig Stadtteilfeste wie das alljährliche Funkenburgfest statt.